# Херсфельдское аббатство
Аббатство Херсфельд (нем. Reichsabtei Hersfeld) — Бенедиктинское аббатство в городе Бад-Херсфельд в северном Гессене, существовавшее с 769 по 1606 г. Со времени Вормского конкордата аббаты стали имперскими князьями, получили место и право голоса в имперском сейме. С 1606 г. территорией аббатства управляли администраторы из дома Гессен; в 1648 г. она была преобразована в светское княжество Херсфельд и передано ландграфам Гессен-Касселя.

## Основание

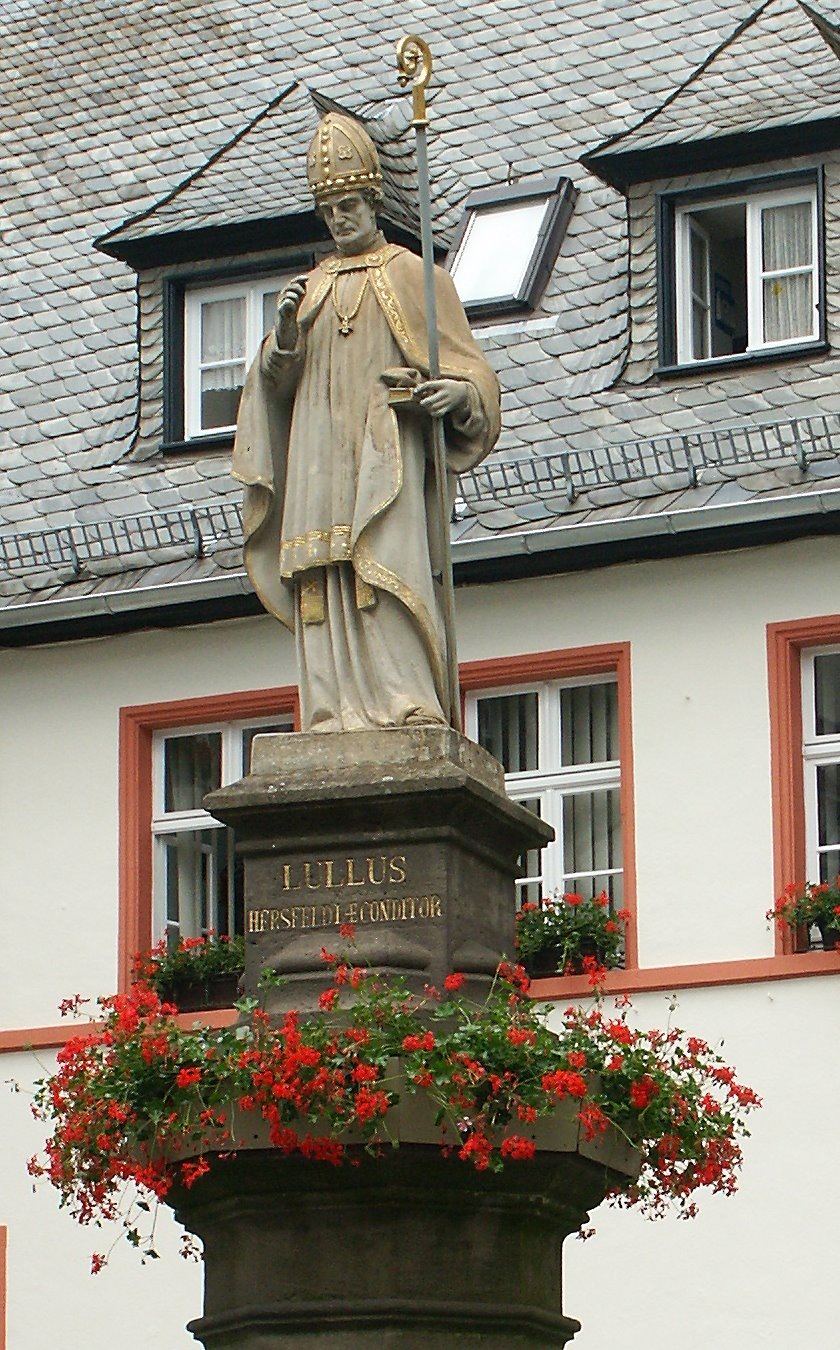
Памятник Луллу в Бад-Херсфельде.

В 769 году майнцский епископ Лулл основал в Хайрульфисфельде бенедиктинский монастырь на месте скита (целлы), который монах, а позднее и настоятель Фульдского аббатства Стурмий основал там в неизвестную дату (споры идут вокруг 736—743 г., до основания аббатства в Фульде в 744 г.). На месте часовни Стурмия Лулл построил церковь. Монастырь и церковь были посвящены святым Симону «Зилоту» и Иуде Иаковлеву.
Лулл основал монастырь после того, как ему не удалось включить монастырь Фульда, основанный Стурмием в 744 году, в состав Майнцской архиепархии. Основанием этого монастыря он соответствовал планам франкского короля Карла. Херсфельд занимался христианизацией тюрингов и саксов, монастырь стал миссионерским центром, получившим от Карла большую власть и влияние.
Лулл был епископом (архиепископом с 782 г.) Майнца и аббатом Херсфельда с 769 по 786 г. В 775 году Карл Великий сделал монастырь имперским аббатством (abbatia regalis), и даровал ему пожертвования. В VIII и IX вв. пожертвования собирались по всей империи, что увеличило мощь и влияние монастыря. Существовали крупные имущественные комплексы (бревиариум Лулли), особенно в Тюрингии и Гессене. В 780 году Лулл приказал перенести кости святого Вигберта из Фрицлара в Херсфельд, сделав свой монастырь местом паломничества. В 782 году в монастыре проживало уже 150 монахов. 16 октября 786 года Лулл был похоронен рядом со своим соратником и епископом Виттой фон Бюрабургом в монастырской церкви в Херсфельде.
Аббат Бун (820—840) приказал построить новую церковь на месте так называемой церкви Лулла, посвященной апостолам Симону и Иуде, которая была построена между 831 и 850 гг. В 850 г. при аббате Брунварте II (840—875) эта церковь была посвященная памяти Вигберта и освящена под патронажем сальваторианцев и перезахоронением костей Лулла в Бун-кирхе архиепископом Майнца Рабаном Мавром, который также заказал запрестольные образы. С тех пор отмечается фестиваль Лулла . Со времен игумена Буна монастырская школа пользовалась высокой репутацией. Главой в то время был Хаймо, который впоследствии стал епископом Хальберштадта. Предполагается, что в это время неизвестный автор эпоса «Гелианда» получил богословское образование в Херсфельде.
Во время правления аббата Друого (875—892 гг.) с 881 года был составлен первый известный журнал десятины имперского аббатства. Ещё один реестр десятины был завершен не позднее 899 года, во время правления аббата Хардерата.

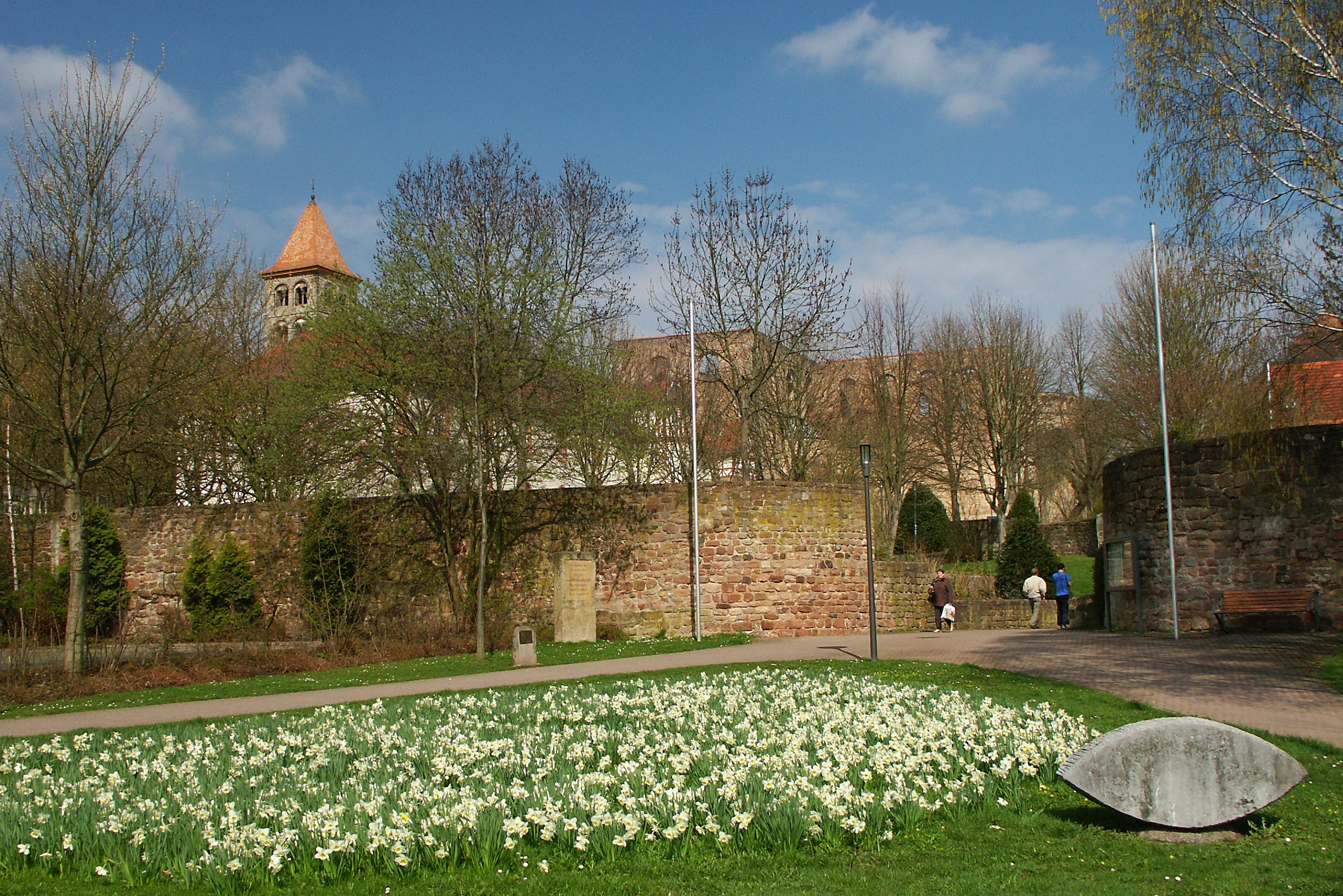
Южные ворота.

В 908 году Херсфельдский бенедиктинский монастырь получил право свободно выбирать настоятелей. Во времена короля Генриха I при аббате Дихарте I (912—927) с 925 года вокруг монастыря были построены каменные укрепления — крепостное кольцо для защиты от венгерских вторжений. Воротами этого времени были южные ворота; вероятно, они были закрыты в средние века и стали частью городских укреплений. Ворота были обнаружены во время раскопок Государственным управлением по охране памятников в период с 1979 по 1981 год и с тех пор снова открыты для туристов. Рядом с воротами также была обнаружена солеварня IX века. Поэтому можно предположить, что монахи имели на территории монастыря свои мастерские.
Аббат Мегингоз (932—935), в честь которого названа деревня Менгсхаузен (сегодня часть Нидераула), построил Ваксенбург для защиты тюрингской собственности на монастырь. Замок входит в число «трех равных» в Тюрингии. X и XI вв. в Херсфельде характеризовались устойчивым экономическим подъёмом, в это время император предоставил аббатству право чеканить монеты.

## Высокое средневековье
Папским указом 966/968 года аббат Эгилольф (963—970) добился того, чтобы аббатство было передано непосредственно под папскую кафедру, что означало полное освобождение монастыря от власти Майнца. Это произошло благодаря непосредственному участию императора Оттона I, другом и советником которого был Эгилольф. Монастырская библиотека была основана при аббате Гозберте (970—985), а аббат Бернхар (985—1005) основал на Петерсберге в 1003 году бенедиктовское проректорство, посвящённое святому Петру.
30 мая 1003 года при аббате Бернхаре император Генрих II даровал аббатству Wildbannforst, предоставив закрытую территория вокруг Херсфельда, что установило территориальную связь с тюрингскими владениями аббатства. Это пожертвование также включало разделение Эхериневирста (в современном Зойлингсвальде) между аббатствами Херсфельд и Фульда. Граница проходила вдоль Херфы до Вольфа (сегодня район Айтерфельда), оттуда до Эйтры и Хауне, затем через Оденсаксен, Рину (сегодня район Хаунеталь) и Менгсхаузен до устья Аулы в Фульду. Теперь это была южная граница аббатства Херсфельд, и за столетия она мало изменилась (В этой области это также была южная граница старого района Херсфельд и до сих пор является южной границей района Херсфельд-Ротенбург.)
Аббаты Гозберт и Бернхар допустили ослабление монашеских нравов, сами живя как каноники в домах и с личным имуществом. Из-за этого Генрих II назначил Годехарда аббатом в 1005 году, игнорируя свободное избрание аббатов. Он происходил из монастыря Нидеральтайх и оставался настоятелем в Херсфельде до 1012 года. Годехард реформировал монашескую жизнь, и восстановил порядки после реформы Горца, в новых условиях осталось 50 монахов. Преемником Годехарда стал аббат Арнольд (1012—1031), который также был выходцем из монастыря Нидеральтаих и продолжил реформы. С 1012 по 1024 г. строилось бенедиктинское проректорство в Йоханнесберге, посвящённое святым Иоаннам (апостолу и евангелиста). Во время правления Арнольда монастырь получил дополнительные пожертвования от императора Генриха II в 1015 и 1016 годах, в том числе монастырь Мемлебен, что ещё больше увеличило экономическую основу аббатства и его значение. Кроме того, в это время процветали монастырская школа и монастырская библиотека.

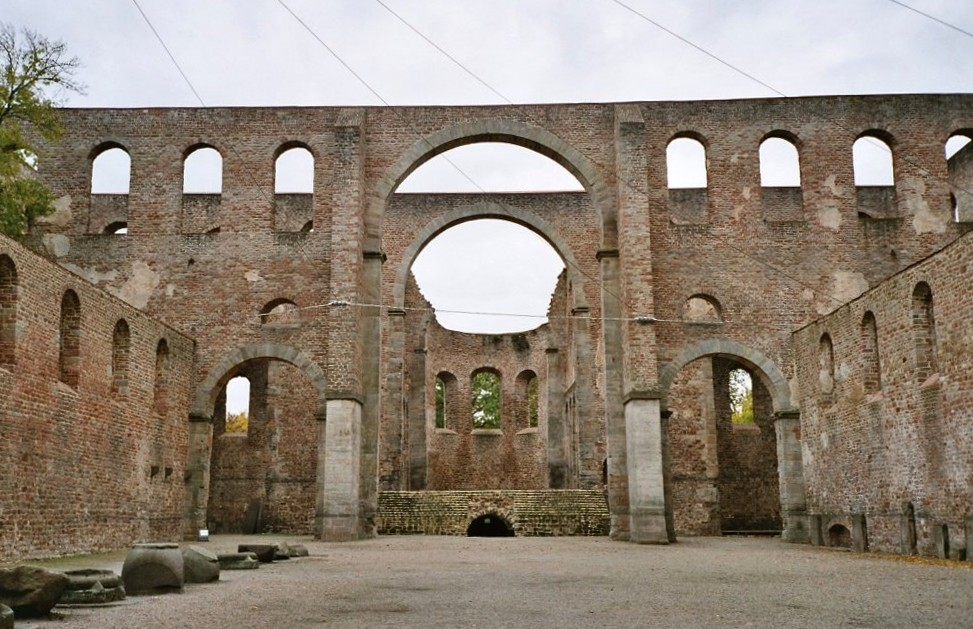
Интерьер руин монастыря Бад-Херсфельд.

В 1038 году пожар уничтожил коллегиальную церковь. Аббат Мегинер (1036—1059) немедленно приступил к реконструкции. Ещё в 1040 году отреставрированная восточная часть (хор) и склеп были повторно посвящены святому Вигберту. Аббат подарил императору Генриху III мощи апостолов Симона и Иуды для основания коллегиальной церкви в Госларе. Кродоалтарь (алтарь-реликварий), вероятно, также происходит из Херсфельда. Самая старая монастырская печать, на которой изображен святой Вигберт, также датируется временем аббата Мегинера. Вообще Херсфельд имел выдающееся духовное значение в X и XI веках (ср. утерянные Annales Hersfeldensis и деятельность Ламберта фон Херсфельда как летописца и настоятеля реформаторского монастыря Хасунген.
У аббата Мегинера был самый старый колокол в Германии — колокол Лулла в Катаринентурме, отлитый в 1038 году. Он звонит только 16 октября в 12:00, в годовщину смерти Лулла и в большие праздники. При этом аббате были отчеканены первые монеты, на которых был изображён святой Вигберт. Бывший монетный двор и сегодня находится на рыночной площади. Святой Вигберт был изображен на двусторонних монетах. В 1058 году в монастырь поступил монах Ламберт, ставший известным летописцем своего времени.

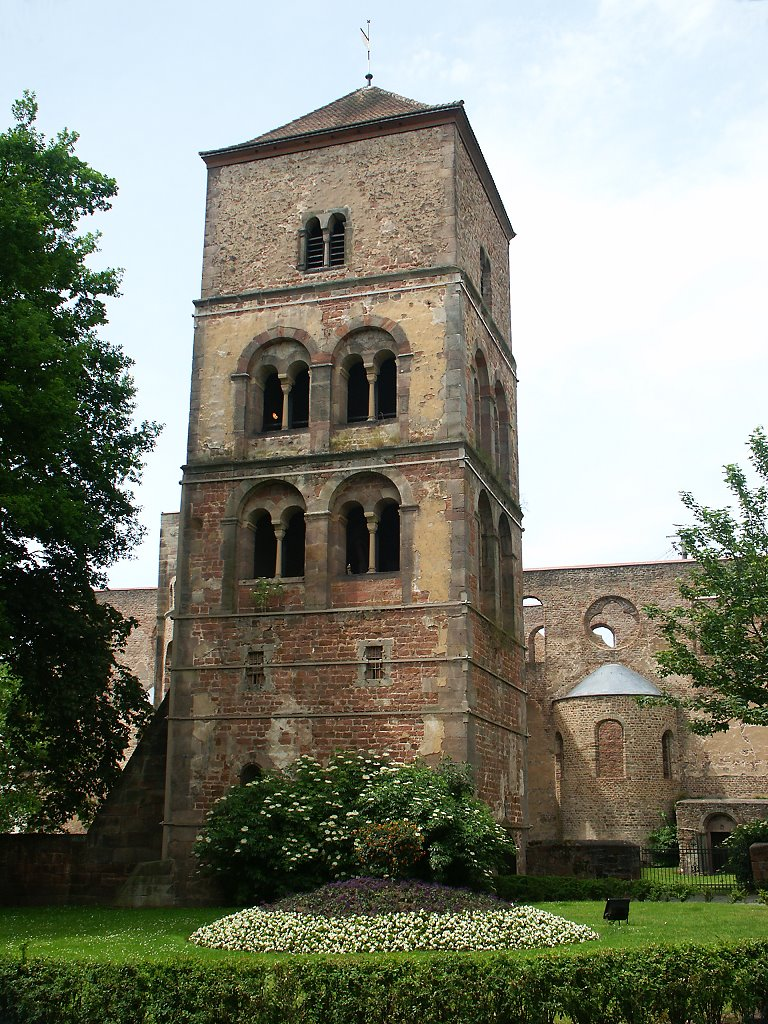
Катаринентурм.

Конфликты между императором и тюрингцами пошатнули позиции Херсфельда в Тюрингии. Чтобы восстановить их, аббат Фридрих (1091—1100) оставался главным образом в Ваксенбурге (недалеко от Арнштадта), где и умер. При аббате Адельмане (1114—1127) была построена колокольня Катаринентурм с небольшой часовней на первом этаже. Во время борьбы за инвеституру Херсфельдское аббатство встало на сторону императора; община была враждебно настроена Клюнийской и Хирзауской реформам монашеской жизни.
При аббате Генрихе I Бингартене (1127—1155) аббатство переживало расцвет. Король Конрад III часто бывал в Херсфельде, в 1139 г. он собрал здесь свою армию для похода против герцога Саксонского Генриха X. Некоторое время аббат Генрих был также настоятелем монастыря в Фульде.
Новая романская коллегиальная церковь была освящена в 1144 году. По этому случаю монастырю передали винную десятину из императорского поместья в Ингельхайм-ам-Райна. В 1146 году в Херсфельде умерла жена Конрада III Гертруда фон Зульцбах. Около 1150 года к коллегиальной церкви во дворе монастыря были пристроены новые монастырские постройки. Общий период строительства после пожара занял около 112 лет.
Аббат Зигфрид (1180—1200) спорил с ландграфом Тюрингии Людвигом III из-за фогтства. Также имел репутацию при дворе Фридриха Барбароссы и Генриха VI, сопровождал Барбароссу в Италию и вел переговоры с папой римским. При Зигфриде имперское аббатство достигло апогея своего политического значения. Через несколько указов (1220, 1231 и 1232) императора Фридриха II аббатство при аббате Людвиге I получило суверенные права, сам он стал князем-аббатом.

## Позднее средневековье и реформация
После гибели династии Гогенштауфенов в XIII в. власть императоров уменьшилась, и традиционно полагавшееся на них аббатство Херсфельд осталось без поддержки. С учётом усиления сельской знати и роста буржуазии в городах последующие столетия аббатства характеризовались постоянными попытками сохранить власть и права собственности.
В 1328 году аббат Людвиг II Мансбахский (1324—1343) начал строительство замка Айхен в пойме Фульды. Его преемник, аббат Иоганн II Эльбенский (1343—1367), был вынужден продать многие владения из-за финансовых проблем. Помимо прочего, он продал больницу городу. В 1347 году Карл IV разрешил аббату иметь своём в имперском феодальном владении евреев.
В 1372 году при аббате Бертольде II из Фёлкерсхаузена (1367—1387) было завершено строительство укрепленного и обнесённого рвом замка в Эйхене, в 1378 году в коллегиальной церкви был установлен первый орган. 28 января 1373 года город Херсфельд заключил оборонительный защитный союз с ландграфом Гессеном, тогда аббат встал на сторону курфюршества и княжества-епископства Майнца, долгое время боровшегося с ландграфами за верховенство в Гессене. Аббат Бертольд впоследствии объединился с направленным против ландграфом союзом графов и рыцарей Штернербундом, и попытался в 1378 г. в Виталийскую ночь восстановить свое господство в городе. Однако это не удалось, и аббатство в 1383 г. было вынуждено заключить оборонный союз с ландграфами Гессена.
Тем не менее последовали дальнейшие споры с Гессеном. Так, ландграф Людвиг I в 1416 г. построил замок Людвигсек в районе Херсфельда (был частью района дикого запрета, который был пожалован аббатству королем Генрихом II в 1003 г). Аббату Герману II Альтенбургскому (пр. 1398—1418) пришлось лишь констатировать, что ландграф построил этот замок «на нашей земле и собственности». Эти споры впоследствии усилили влияние Майнцской архиепископии, которая была покровителем аббатства и посредником между ним и Гессеном. Однако в Майнце-гессенской войне в 1427 г. ландграф Людвиг одержал победу, и город Херсфельд возобновил свой союз с ним. В 1432 г. аббат Альбрехт фон Бухенау назначил ландграфа потомственным покровителем монастыря, соглашение о защите было продлено в 1458 и 1490 гг. С 1432 года княжество де-факто принадлежало Гессену, но формально оставалось имперской вотчиной.
Проведение реформы Бурсфельда в 1510 году было призвано духовно поднять конвент бенедиктинских монахов, но она не смогла прочно закрепиться в Херсфельде. Чтобы защитить оставшиеся от аббатства земли от ландграфов и страдая от финансовых проблем (которые усилились из-за проигрыша в в имперском камеральном суде процесса против города Херсфельд), в 1513 г. возникла попытка объединиться аббатством Фульды. В этой ситуации аббат Вольперт Ридезель цу Беллерсхайм (пр. 1493—1513) подал в отставку в пользу аббата Фульды Хартмана II фон Кирхберга. В свою очередь, аббат Херсфельда взял на себя управление фульдским ректоратом Андреасберга. Капитул Херсфельда согласился на это объединение вместе с канцлером Фульды Филиппом фон Швайнсбергом. 10 сентября 1513 года об аннексии имперского аббатства объявил аббат Хартманн в замке Айххоф. Против выступил лишь будущий аббат Кратон I и Хенсерфельд, который при поддержке гессенской ландграфини Анны Мекленбургской (ее сын Филипп был покровителем аббатства) отказался подчиняться аббату Гартману. Анне удалось добиться того, чтобы администратором аббатства был избран аббат монастыря Хельмарсхаузен Людвиг фон Ханштайн. 15 сентября 1515 года при председательстве канцлера земли Гессен Иоганна Файге Херсфельдским съездом он был избран контраббатом. В 1516 г. аббат Хартманн отказался от Херсфельдского аббатства.
Первый гражданский аббат Херсфельда Крато I (пр. 1516—1556 гг.) продлил договор о защите наследства с ландграфом Гессена Филиппом в 1517 году вместе с деканом и монастырем. Это запрещало императорскому аббатству присоединяться к другому аббатству и оговаривало одобрения кандидатур будущих аббатов Гессенским домом. По приглашению аббата Мартин Лютер проповедовал в коллегиальной церкви в 1523 году; Реформация также началась в Херсфельде. Бальтазар Рейд проповедовал новое учение в Херсфельде с 1524 года. В следующем году большая часть сферы влияния аббатства уже принадлежала протестантской вере, когда монастырский район был разграблен во время Крестьянской войны в 1525 году. Ландграф Филипп пришел на помощь аббату и подавил восстание, после чего забрал большую часть владений аббатства для покрытия понесённых расходов. По договорам 1550 и 1558 г.с аббатом Крато и его преемником Михаилом (пр. 1556—1571 гг.) монастырь попал под прямое влияние ландграфства. Гессенское покровительство означало, что имперский статус аббатства и право голоса в имперском совете князей были частично лишены самостоятельности.
В результате этих событий религиозные и политические обстоятельства аббатства усложнились, и было трудно найти удовлетворяющего все интересы настоятеля. Уже при Крато I аббат был католиком, декан — протестантом, капитул — смешанным, а население — в основном протестантским. Кроме того, покровители католического аббата были ревностные защитники протестантизма гессенские ландграфы. Такая ситуация существовала без разрешения императора и противоречила церковным законам и воле папы. Таким образом, перед католическим аббатом стояла задача служить лютеранскому ландграфу, не вызывая при этом гнева папы и императора на фоне усиления различий между конфессиями.
В 1570 году аббат Михаил основал монастырскую школу в зданиях бывшего францисканского монастыря. Его преемником стал помощник аббата Людвиг V Ландау (пр. 1571—1588). Во время своего пребывания в должности он спорил с курфюршеством Саксония по поводу фогтств в Тюрингии и обещал ландграфу Гессен-Касселя Вильгельму IV будущий пост администратора. При нём в аббатстве велось активное строительство: монастырский район, резиденция муниципального аббата и замок Айххоф были перестроены в стиле ренессанс.
Предпоследний аббат Крафт Вайфенбах (пр. 1588—1592) не получил признания папы римского, а единственный католик в капитуле Иоахим Рёлль отказался его признать. В 1592 г. ландграф Гессен-Касселя Мориц назначил на должность своего личного друга Иоахима Рёлля (пр. 1592—1606). Он был последним католиком в монастыре, а немногие оставшиеся монахи были протестантами. В 1604 г. аббат назначил старшего сына ландграфа Оттон коадьютором, то есть своим преемником. Аббат умер 24 февраля 1606 г., и 4 марта 12-летний мальчик принял на себя управление аббатством в качестве администратора, став первым светским правителем в Херсфельде. Попытка папы римского Климента VIII назначить преемником аббата Фульды Бальтазара фон Дернбаха после смерти аббата Иоахима была сорвана его смертью. Ещё в 1612 году брат Отто и будущий ландграф Вильгельм V, был назначен его помощником в Херсфельдском аббатстве и сменил его после смерти Отто в 1617 г. Возражение императора Матвея было в конечном итоге проигнорировано.
Во время Тридцатилетней войны в 1623 г. имперские войска под командованием графа Иоганна Тилли оккупировали город, через два года ставший штаб-квартирой его армии. Аббатство снова заняли монахи-бенедиктинцы, а также вернувшиеся в свой бывший монастырь францисканцы. Император Фердинанд II предоставил своему сыну Леопольду должность комендатора имперского аббатства с целью возвращения к католицизму. В 1629 г. администратором монастыря был назначен аббат Фульды Иоганн Бернхард Шенк цу Швайнсберг. В 1631 г. ландграф Вильгельм V отбил Херсфельд. Но поскольку он отверг Пражский мир 1635 г., император наложил на него имперскую опалу и отказал ему и его преемнику Вильгельму VI во владении аббатством.

## Княжество Херсфельд

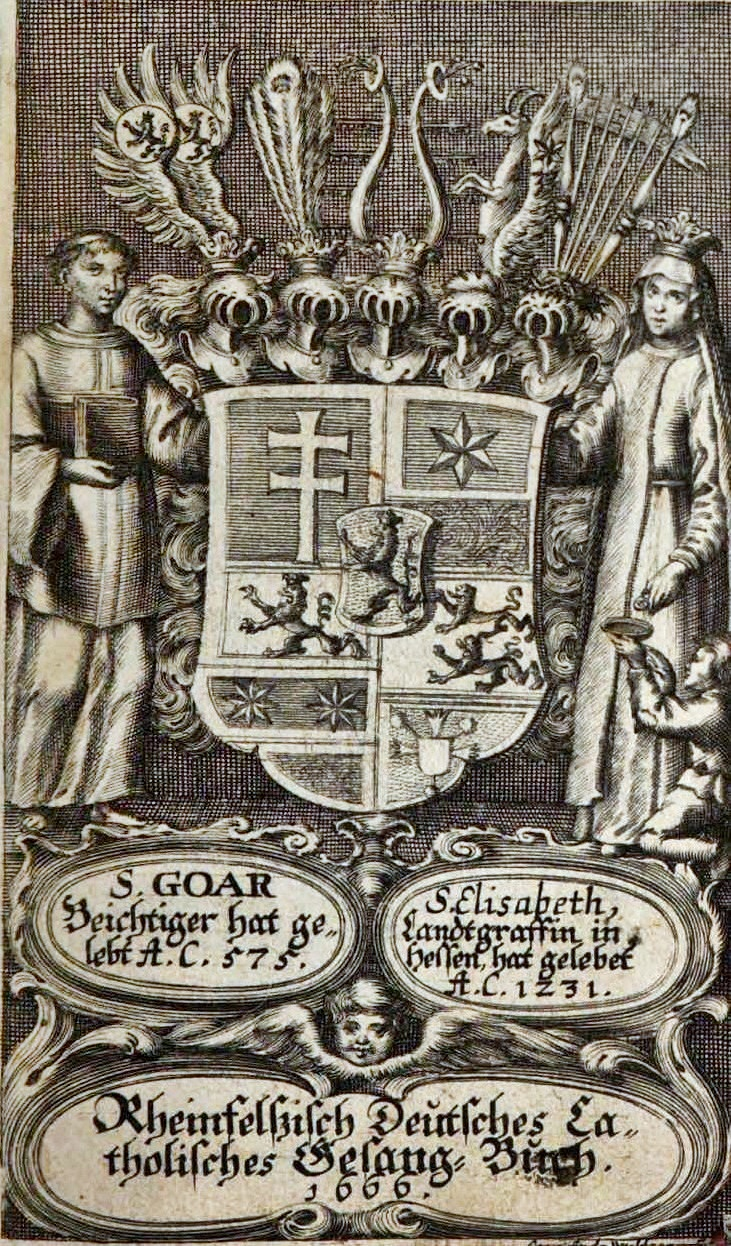
Титульный лист Рейнфельсского гимна, изданного в 1666 году ландграфом Эрнстом Гессен-Рейнфельс-Ротенбургским, с его гербом (вверху справа — двойной крест княжества Херсфельд).

После Тридцатилетней войны по Вестфальскому миру (ст. 15, п. 2) аббатство стало светским княжеством, переданным в 1648 г. императором Фердинандом III дому Гессен-Кассель. С тех пор ландграфы Гессен-Касселя также имели место и право голоса в рейхстаге как князья Херсфельдские.
В 1649 году сын Морица ландграф Эрнст Гессен-Рейнфельс-Ротенбургский сделал замок Райнфельс своей резиденцией. В 1652 году он обратился в католицизм, сделав особую надпись в замковой часовне. Иезуит и болландист Даниэль Папеброх писал об этом в своих путевых воспоминаниях 1660 г:
В замке есть очень красивая часовня с позолоченным потолком... Под певческой галереей можно увидеть герб ландграфа со следующей надписью: «Эрнст, первый вернувшийся своей семьи в католическую церковь, полный горящей надежды, что многие смогут последовать за ним». Затем вы видели его отдельные гербы, часть за частью, каждый со своим девизом внизу. Наиболее примечательные стихи стояли под красным двойным крестом, который является гербом аббатства, доставшегося ландграфу по Вестфальскому миру; читают: «Невольно я присоединяю этот герб к своему гербу; ибо твое должно быть отдано тебе, Иисус распятый.
Монастырь был заброшен при аббате Иоахиме, а со времен Крестьянской войны коллегиальная церковь использовалась только для протестантских служб. Во время Тридцатилетней войны после прихода имперцев сюда ненадолго снова переехали монахи, но регулярной монастырской деятельности уже не было. Во время Семилетней войны коллегиальная церковь, использовавшаяся как зернохранилище, была подожжена при выводе французских войск 19 февраля 1761 года. С тех пор на месте аббатства остались руины.